# Erasmus Gold von Lampoding
Erasmus Gold von Lampoding auf Senfteneck (* um 1550; † 10. August 1623) war ein Salzburger Adeliger und niederösterreichischer Land-Untermarschall.

## Leben
Erasmus Gold von Lampoding auf Senftenegg war der Sohn von Ritter Emeram (Haimeran) Gold von Lampoding (heute Kirchanschöring), Pfleger von Mautern, und Amalia von Trenbach (Trennbach), der Schwester des Passauer Fürstbischofs Urban von Trennbach. Erasmus schloss seine Studien in Prag, Dole und Padua mit dem Doctor iuris ab. 1572 wurde er passauischer Rath und Hofmaister, von 1605 bis 1612 war er Hofmarschall, danach Hofkammerrat in Passau. Später war er auch mehrere Jahre Niederösterreichischer Landrechts-Beysitzer und ab 1616 Pfleger in Schwadorf
und kaiserlicher Hofkammerrat. 1617 wurde Erasmus Regimentsrat und im Dezember 1618 bis zu seinem Tod 1623
NÖ Landuntermarschall, er war auch Rath Erzherzogs Leopolds. Kurz vor seinem Tod wurde Erasmus Gold am 3. August 1623 von Kaiser Ferdinand II. in den Freiherrnstand erhoben. Begraben ist er (wie seine Angehörigen) in Unser Frauen Stiegen in Wien.
Erasmus war zuerst mit Anna Maria Güld von Güldenrain (wohl Schloss Goldrain) und dann mit Maria Jacobea von Pinzenau verheiratet. Seiner ersten Ehe entsprossen Johann Gottlieb, Gottfried Erasmus und Franz Gotthard; aus der zweiten Johann Christoph, Andreas Leopold, Barbara Aemilia und Georg Aurelius.
Erasmus Gold war Herr zu Parschenbrunn, Veste Grafendorf und Spillern.